# Sclerotheca viridiflora
Sclerotheca viridiflora là loài thực vật có hoa trong họ Hoa chuông. Loài này được Cheeseman miêu tả khoa học đầu tiên năm 1901.